# Долинська районна рада (Івано-Франківська область)
Долинська райо́нна ра́да — районна рада Івано-Франківської області.